# Kanton Villers-Bocage (Calvados)
Kanton Villers-Bocage (fr. Canton de Villers-Bocage) byl francouzský kanton v departementu Calvados v regionu Dolní Normandie. Skládal se ze 17 obcí, zrušen byl v roce 2015.

## Obce kantonu
- Amayé-sur-Seulles
- Banneville-sur-Ajon
- Bonnemaison
- Campandré-Valcongrain
- Courvaudon
- Epinay-sur-Odon
- Landes-sur-Ajon
- Le Locheur
- Le Mesnil-au-Grain
- Longvillers
- Maisoncelles-Pelvey
- Maisoncelles-sur-Ajon
- Missy
- Monts-en-Bessin
- Noyers-Bocage
- Parfouru-sur-Odon
- Saint-Agnan-le-Malherbe
- Saint-Louet-sur-Seulles
- Tournay-sur-Odon
- Tracy-Bocage
- Villers-Bocage
- Villy-Bocage